# Sobór Zaśnięcia Matki Bożej we Włodzimierzu (Ukraina)

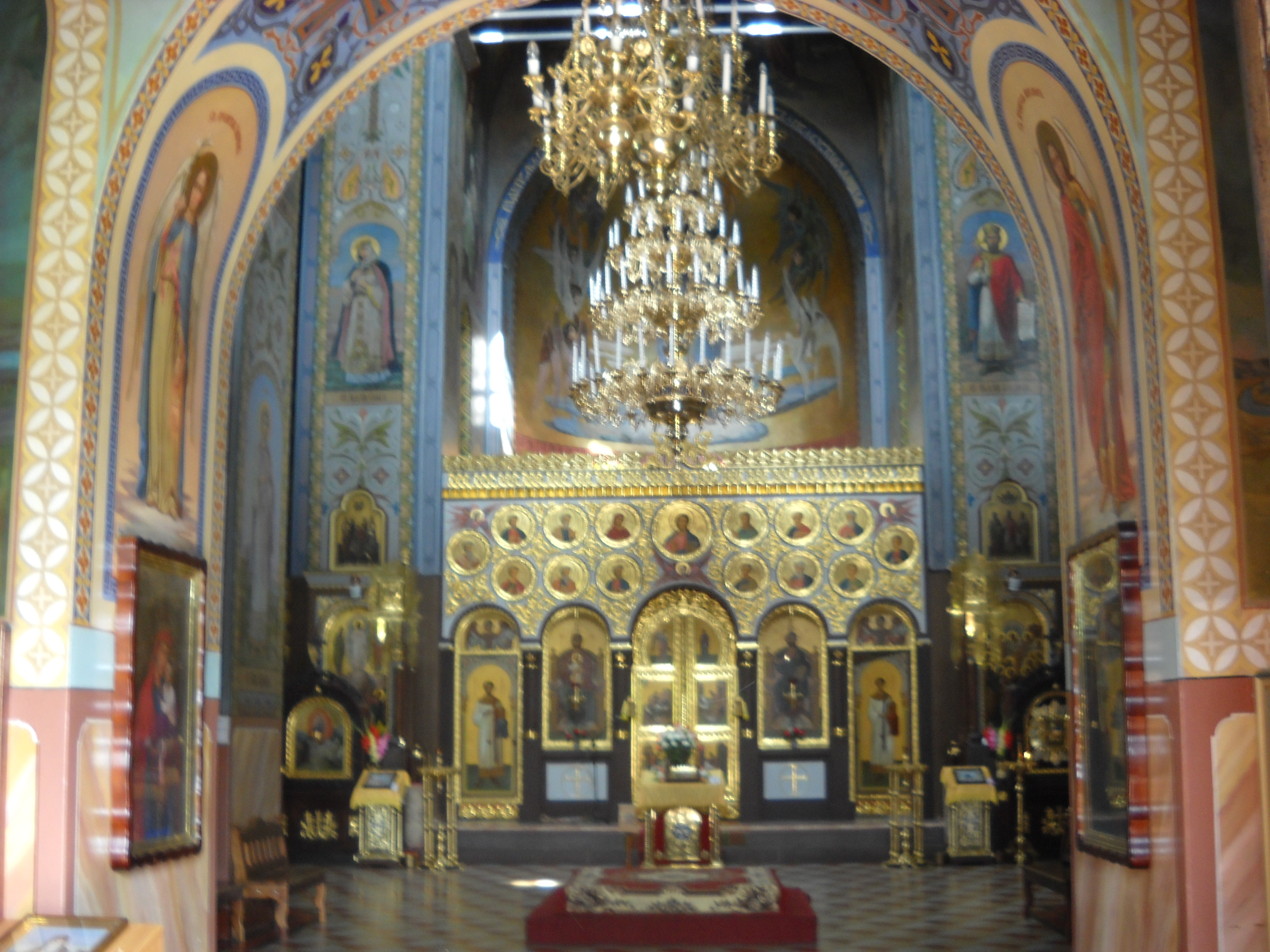
Widok wnętrza świątyni

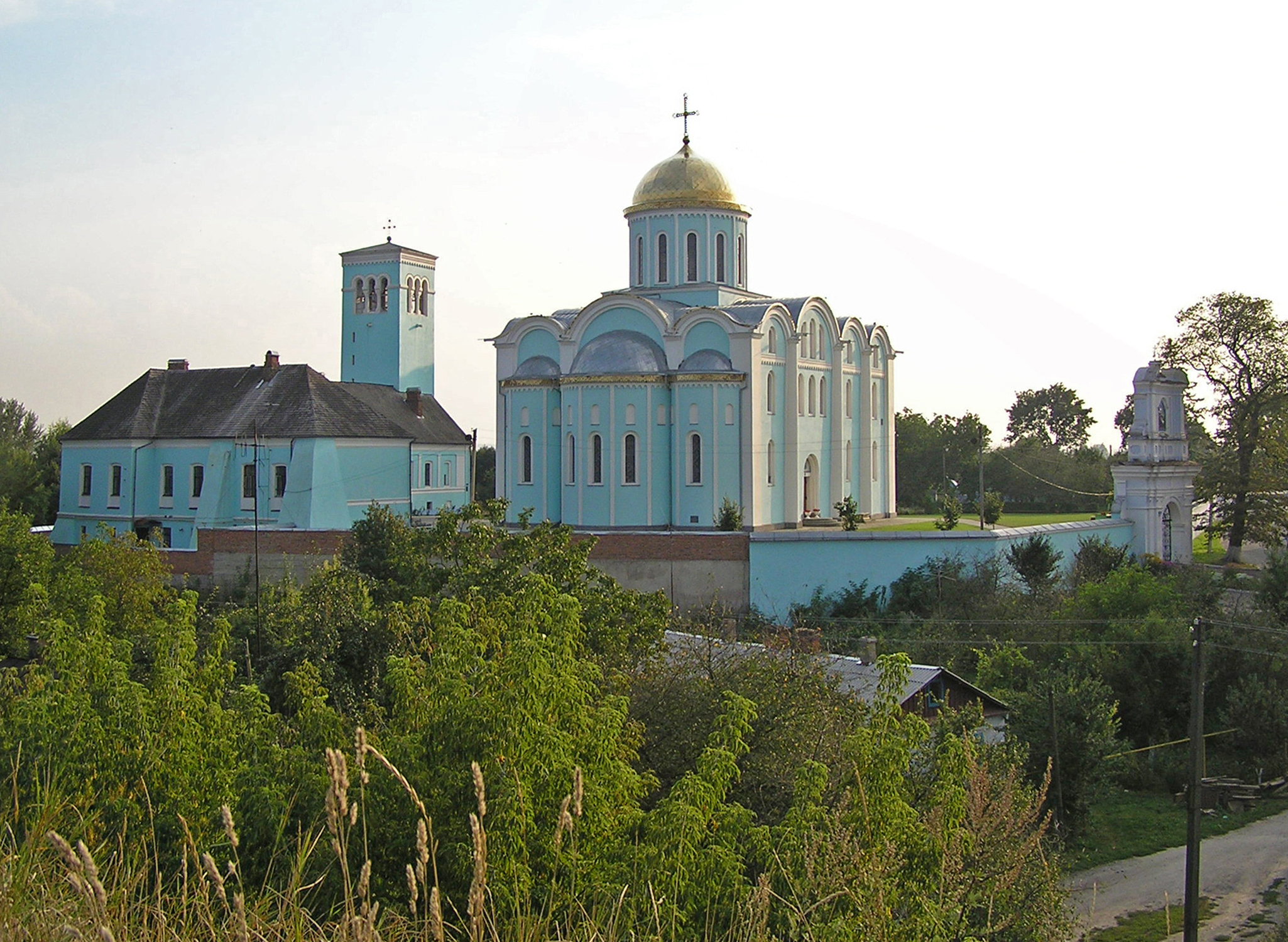
Widok kompleksu soborowego z ozdobną bramą i siedzibą biskupów

Sobór Zaśnięcia Matki Bożej  (ukr. Кафедральний собор Успіння Пресвятої Богородиці у Володимирі) – prawosławny sobór we Włodzimierzu, pełniący funkcje katedry eparchii włodzimiersko-wołyńskiej Ukraińskiego Kościoła Prawosławnego Patriarchatu Moskiewskiego. Jedyny, względnie zachowany zabytek architektury staroruskiej sprzed najazdu mongolskiego na Wołyniu. Z okresu staroruskiego pochodzą tylko najstarsze dolne partie świątyni, a większa część obecnej bryły budynku powstała w 1900 jako rekonstrukcja pierwotnego wyglądu obiektu.

## Historia
Pierwsza cerkiew w tym miejscu została wzniesiona na polecenie księcia Mścisława Iziasławicza w latach 1156–1160. Książę ten został pochowany w obiekcie. Świątynia nie poniosła większych strat w czasie najazdu mongolskiego w 1240, tym samym będąc jedyną na Wołyniu cerkwią, która przetrwała w dobrym stanie wyżej wymienioną napaść. W kolejnych wiekach budynek pozostawał soborem katedralnym i miejscem pochówku książąt wołyńskich: Wasylki Romanowicza i jego żony oraz syna, Włodzimierza Wasylkowicza. W cerkwi chowano również miejscowych biskupów prawosławnych. W 1491, w czasie kolejnego napadu tatarskiego, budynek został poważnie uszkodzony, jednak już trzy lata później zakończono jego odbudowę, połączoną z wzniesieniem w najbliższym sąsiedztwie rezydencji biskupiej.
Po ogłoszeniu aktu unii brzeskiej, zainicjowanego m.in. przez prawosławnego biskupa włodzimierskiego i brzeskiego Hipacego Pocieja, katedra we Włodzimierzu przeszła w ręce unitów (diecezja włodzimiersko-brzeska). W 1683 budynek został zniszczony przez pożar. W czasie odbudowy świątynia została znacznie przebudowana: w 1753 jej fasada zachodnia została odrestaurowana w stylu barokowym i na miejscu starszej wzniesiono dwie wieże. W 1782 na zlecenie biskupa Stefana Symeona Młockiego rozpoczęto budowę ukrytych schodów o masywnych stopniach, co jednak doprowadziło do zawalenia się części sklepienia soboru. Już w 1795 budynek wykorzystywano jako magazyn. Dziesięć lat później zostały podjęte działania na rzecz przywrócenia cerkwi do użytku liturgicznego, jednak dopiero w 1885, po likwidacji unii w Imperium Rosyjskim, podjęto prace nad odnowieniem obiektu. Od 1886 roku prowadzono przebudowę soboru, a rok później bractwo św. Włodzimierza, które działało przy świątyni założyło muzeum. Specjalna komisja przeprowadziła uporządkowanie terytorium zrujnowanego soboru, który następnie został zrekonstruowany według projektu G. Kotowa, w stylu neobizantyjskim. Odrestaurowane zostały również dzwonnica i pałac biskupi, zaś od podstaw wzniesiony dom dla przyszłego proboszcza parafii przy cerkwi. Uroczyste poświęcenie soboru, ponownie jako prawosławnego, nastąpiło 17 września 1900. Od tego czasu obiekt jest czynną świątynią prawosławną, administrowaną przez Rosyjski Kościół Prawosławny, w okresie międzywojennym przez Polski Autokefaliczny Kościół Prawosławny, a od 1939 przez Rosyjski Kościół Prawosławny i jego podległe struktury. Po 1991 r. budynkiem administruje Ukraiński Kościół Prawosławny Patriarchatu Moskiewskiego.
Obecnie (XXI w.) jest jednym z dwóch soborów katedralnych eparchii włodzimiersko-wołyńskiej, obok soboru Trójcy Świętej w Kowlu. Obiekt jest wpisany na listę zabytków o znaczeniu ogólnokrajowym.

## Architektura
Po odbudowie soboru w końcu XIX w. świątynia reprezentuje styl staroruski, przypuszczalnie oddający pierwotny wygląd pierwszej cerkwi. W trakcie XIX-wiecznych prac budowlanych usunięto wszystkie zabytkowe elementy architektoniczne dodane podczas odbudów w czasach gotyku i baroku. Obecnie istniejący budynek wzniesiony jest na planie prostokąta o bokach 34 i 20,8 metra, zaś jego wysokość sięga 18,5 m. Ściany soboru mają półtora metra grubości. Obiekt wzniesiony jest z cegły, malowany na kolor niebieskozielony i biały. W centralnym punkcie jego dachu znajduje się zrekonstruowana pojedyncza kopuła, ze złoconym dachem i krzyżem.
Wnętrze soboru jest pokryte freskami wykonanymi w XIX wieku w czasie przebudowy, przedstawiającymi w większości świętych związanych z ziemiami ukraińskimi i rosyjskimi. Główny ikonostas jest trzyrzędowy, funkcjonują również dwa boczne.

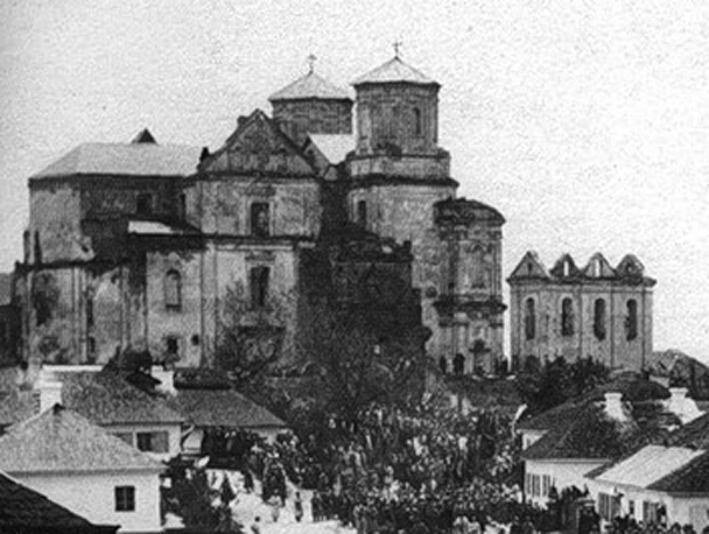
1892
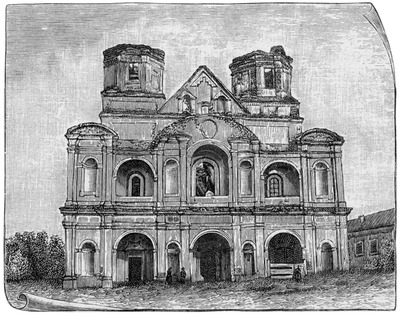
Fasada w XIX wieku przed przebudową
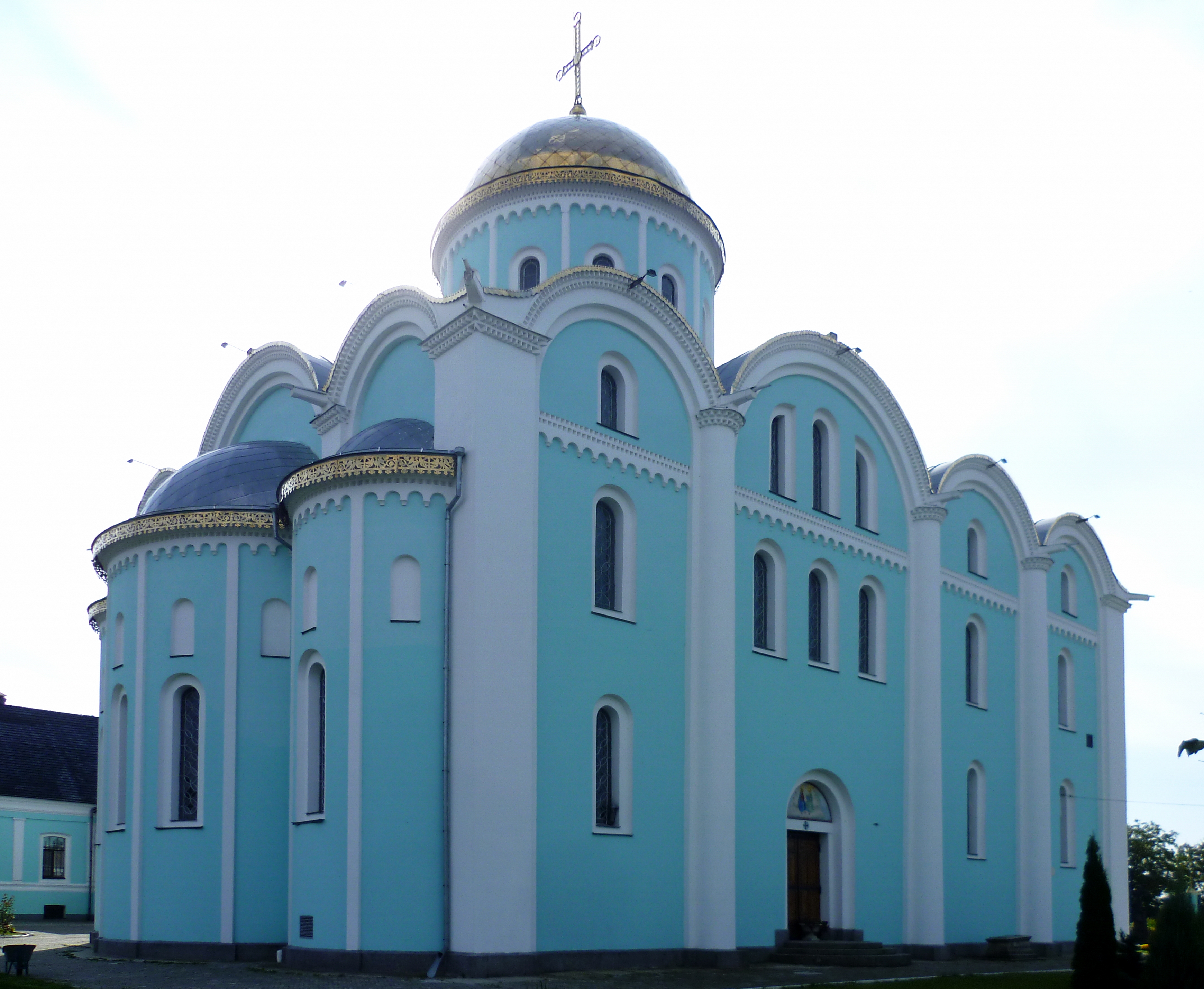